# Église protestante unie de Paris-Béthanie
L'Église réformée de Béthanie est une paroisse membre de l'Église protestante unie de France, située 185 rue des Pyrénées dans le 20e arrondissement de Paris.

## Historique

### Le temple
Le temple est édifié en 1904 par l'architecte Félix Paumier, avec une école de chaque côté. La paroisse prend son autonomie en 1907, se détachant de celle de Belleville, sous l'impulsion du pasteur Sully Lombard. L'orgue Cavaillé-Coll a été racheté en 1916 du temple protestant de l'Étoile.